# أبو حامد الإسفراييني
أبو حامد الإسفرايني أحمد بن أبي طاهر محمد بن أحمد الإسفرايني الفقيه الشافعي، فقيه، أديب من بغداد، شيخ العراقيين في المذهب الشافعي، وكان يحضر مجلسَهُ أكثرُ من ثلثمائة فقيه وعلق على مختصر المزني تعاليق[مبهم] وطبق الأرض بالأصحاب ولهُ في المذهب التعليقة الكبرى وكتاب البستان وهو صغير وذكر فيه غرائب وأخذ الفقه عن أبي الحسن بن المرزبان ثم عن أبي القاسم الداركي واتفق أهل عصره على تفضيله وتقديمه في جودة النظر وقال الخطيب البغدادي في كتابهِ (تاريخ بغداد) إن أبا حامد حدث بشيء يسير عن عبد الله بن عدي وأبي بكر الإسماعيلي وإبراهيم بن محمد بن عبدل الإسفرايني وغيرهم، وكان ثقة ورأيته غير مرة وحضرت تدريسه في مسجد عبد الله ابن المُبارَك وهو المسجد الذي في صدر قطيعة الربيع وسمعت مَنْ يذكر أنه كان يحضر درسه سبعمائة متفقه، وكان الناس يقولون لو رآه الشافعي لفرح بهِ وحكى الشيخ أبو إسحاق في الطبقات أن أبا الحسين القدوري الحنفي كان يعظمهُ ويفضلهُ على كل أحد وأن الوزير أبا القاسم علي بن الحسين حكى لهُ عن القدوري أنهُ قال: أبو حامد عندي أفقه وأنظر من الشافعي، وقال الشيخ فقلتُ لهُ هذا القول من القدوري حمله عليه اعتقاده في الشيخ أبي حامد وتعصبه بالحنفية على الشافعي ولايلتفت إليه فإن أبا حامد ومن هو أعلم منه وأقدم على بعد من تلك الطبقة وما مثل الشافعي ومثل من بعده إلا كما قال الشاعر:
وروي عنه أنه كان يقول ما قمت من مجلس النظر قط فندمت على معنى ينبغي أن يذكر فلم أذكرهُ، وروي أنه قابلهُ بعض الفقهاء في مجلس المناظرة بما لا يليق ثم أتاه في الليل معتذراً إليه فأنشده يقول:
وكانت ولادته سنة 344هـ، وقدم بغداد في سنة 363هـ، وقال الخطيب سنة 364هـ، ودرس الفقه بها من سنة سبعين إلى أن توفي ليلة السبت لإحدى عشرة ليلة بقيت من شوال سنة ست وأربعمائة ببغداد، ودفن من الغد في دارهِ ثم نقل إلى مقبرة باب حرب في سنة عشر وأربعمائة، وقال الخطيب وصليتُ على جنازتهِ في الصحراء وراء جسر أبي الدن وكان الإمام في الصلاة عليه أبا عبد الله بن المهتدي خطيب جامع المنصور وكان يوماً مشهوداً بكثرة الناس وعظم الحزن وشدة البكاء، ونسبته إلى إسفرايين بكسر الهمزة وسكون السين المهملة وفتح الفاء والراء المهملة وكسر الياء المثناة من تحتها وبعدها نون وهي بلدة في خراسان بنواحي نيسابور على منتصف الطريق إلى جرجان، والبيت الذي تمثل به الشيخ أبو إسحاق له ثان وهو:

## تعليمه وتعلمه
حدث عن: عبد الله بن عدي، وأبي بكر الإسماعيلي، وسمع السنن من الدارقطني.
حدث عنه تلامذته أقضى القضاة أبو الحسن الماوردي والفقيه سليم الرازي، وأبو علي السنجي، وأبو الحسن المحاملي وآخرون.

## أقوال العلماء
«الأستاذ العلامة شيخ الإسلام أبو حامد أحمد بن أبي طاهر محمد بن أحمد الإسفراييني، شيخ الشافعية ببغداد، ولد سنة أربع وأربعين وثلاثمائة». قال عبد القادر الفنملي المليباري في كتابه (تحقيق المطلب بتعريف مصطلح المذهب) "قال الشيخ أحمد بك الحسيني، رحمه الله، في مقدمات كتابه دفع الخيالات (وهي مخطوطة)، تتميم في بيان المراد من قولهم طريقة العراقيين وطريقة الخراسانيين، فإذا أطلقوا في الكتب لفظ قال أصحابنا العراقيون، قال العراقيون كذا وطريقة أصحابنا العراقيين كذا فمرادهم الشيخ أبو حامد الإسفراييني وأتباعه.
وقدم بغداد وله عشرون سنة، فتفقه على أبي الحسن بن المرزبان، وأبي القاسم الداركي، وبرع في المذهب، وأربى على المتقدمين، وعظم جاهه عند الملوك.
قال الشيخ أبو إسحاق في «الطبقات»: انتهت إليه رئاسة الدين والدنيا ببغداد، وعلق عنه تعاليق في شرح المزني، وطبق الأرض بالأصحاب، وجمع مجلسه ثلاثمائة متفقه.
وقال الشيخ محيي الدين النواوي: تعليقة الشيخ أبي حامد في نحو من خمسين مجلدا، ذكر فيها مذاهب العلماء، وبسط أدلتها والجواب عنها، تفقه عليه جماعة منهم: أبو علي السنجي، وقد تفقه السنجي على القفال أيضا، وهما شيخا طريقتي العراق وخراسان، وعنهما انتشر المذهب.
قال الخطيب: حدثونا عن أبي حامد، وكان ثقة حضرت تدريسه في مسجد ابن المبارك وسمعت من يذكر أنه كان يحضر درسه سبعمائة فقيه، وكان الناس يقولون: لو رآه الشافعي لفرح به.
قال الخطيب: وحدثني أبو إسحاق الشيرازي قال: «سألت القاضي أبا عبد الله الصيمري: من أنظر من رأيت من الفقهاء؟ فقال: أبو حامد الإسفراييني».
قلت: أبو حيان غير معتمد.
قال ابن الصلاح: «وعلى الشيخ أبي حامد تأول بعض العلماء حديث: إن الله يبعث لهذه الأمة على رأس كل مائة سنة من يجدد لها دينها فكان الشافعي على رأس المائتين، وابن سريج على رأس الثلاثمائة، وأبو حامد على رأس الأربعمائة»
وروي عن سليم الرازي قال: كان أبو حامد في أول أمره يحرس في درب وكان يطالع على زيت الحرس وإنه أفتى وهو ابن سبع عشرة سنة.

## وفاته
قال الخطيب: مات أبو حامد في شوال سنة ست وأربعمائة وكان يوما مشهودا، ودفن في داره ثم نقل بعد أربع سنين، ودفن بباب حرب رحمه الله.